# Oleg Sîrghi
Oleg Sîrghi (n. 9 iulie 1987) este un halterofil moldovean. A câștigat două medalii de aur la Campionatele Europene de Haltere de la Kazan (2011) și Tirana (2013), precum și o medalie de argint la Campionatul European de Haltere de la Antalya (2012), la categoria de greutate de sub 56 kg.
Oleg Sîrghi a fost desemnat sportivul anului 2013 în Republica Moldova de către Ministerul Tineretului și Sportului.
După ce a cucerit medaliile de aur la Campionatele Europene din 2011 și 2013, în aprilie 2015 Oleg Sîrghi a devenit pentru a treia oară în carieră campion european.